# Генйоша

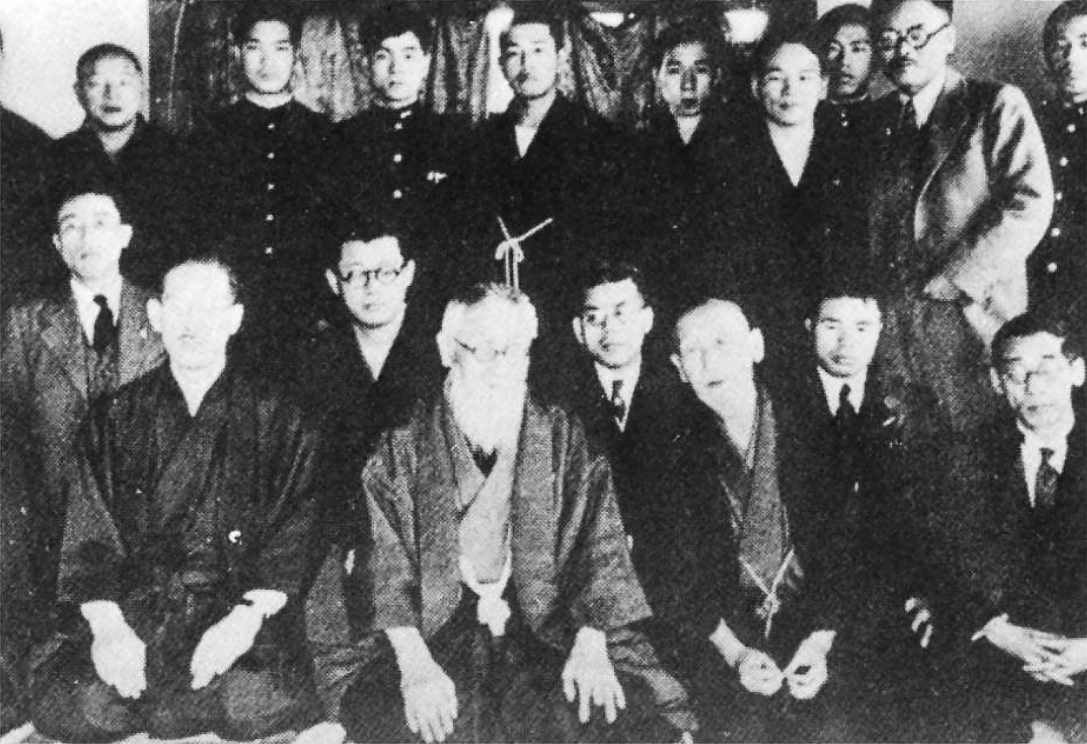
Тояма Міцуру (у центрі), Кодама Йошіо (перший ряд, другий справа) на зборах Товариства Темного/Чорного Океану («Генйоша»), 1929

Товариство Темного (Чорного) Океану (яп. 玄洋社) було впливовою паназійською групою та таємною організацією (спільнотою), що діяло в Японській імперії, та вважалося ультранаціоналістичною групою під час Міжнародного військового трибуналу для Далекого Сходу.

## Фундація «Койоша»
Була заснована Койоша Хіраокою Котаро (1851–1906), колишнім та багатим  самураєм, а також власником шахт, з гірничодобувними інтересами на території Маньчжурії, а також Тояма Міцуру та іншими колишніми самураями з області Фукуока-хан, ця фундація агітувала за повернення до старого феодального устрою, а також надання японського ордену з особливими привілеями та державними стипендіями для класу (стану) самураїв. Фундація «Койоша» брала участь у різних повстаннях колишніх самураїв у Кюсю проти раннього японського уряду, часів правління імператора Мейдзі, але після придушення повстання Сацума в 1877 році, вони відмовилися від своїх початкових (первинних) цілей, та приєднався до продемократичного «Руху за свободу та права людей» і сформував політичну організацію, яка натомість почала агітувати за національний парламент.

## Фонд «Генйоша»

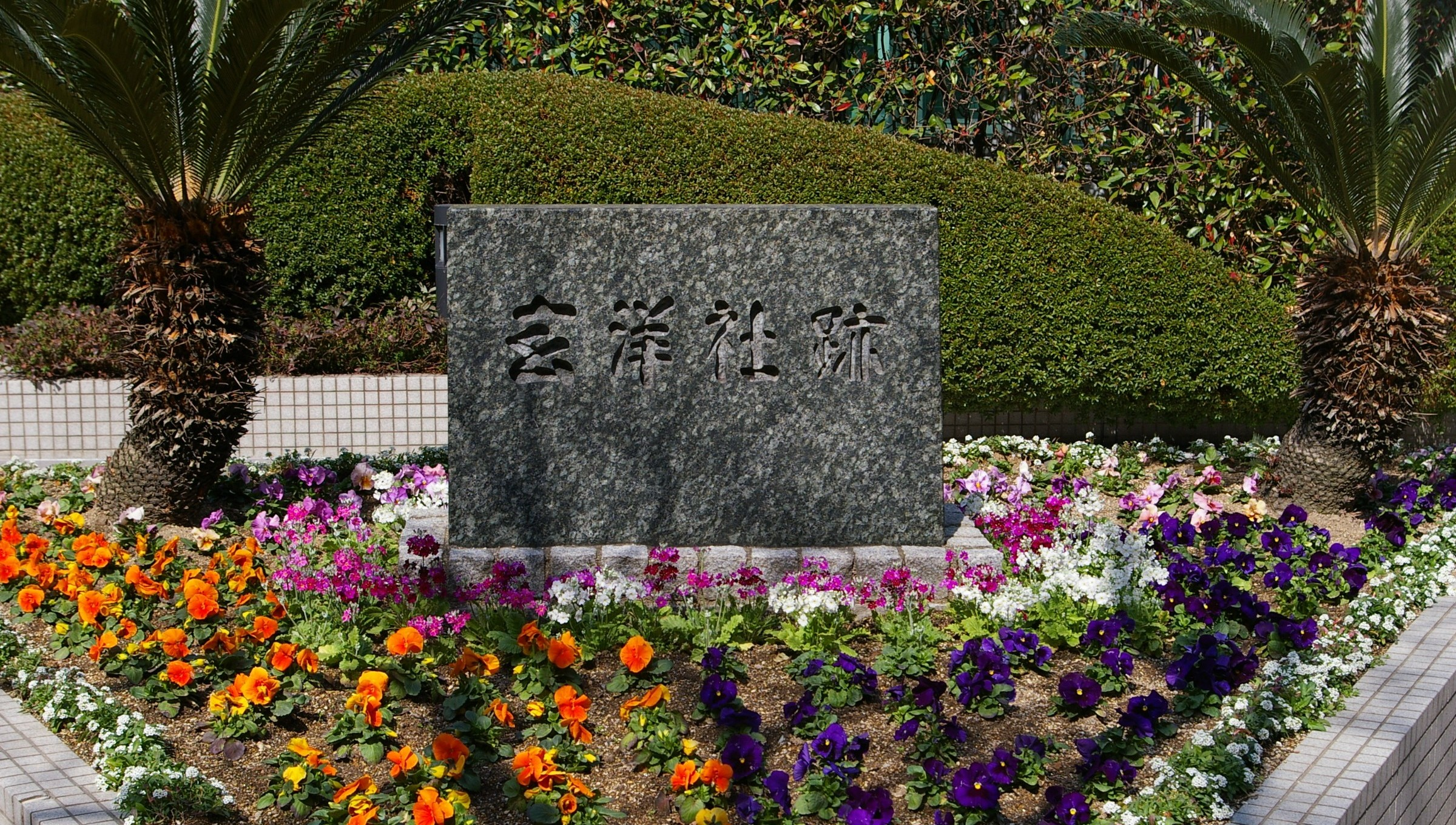
Меморіал «Генйоша»

У 1881 році Фундація «Койоша» знову змінила напрямок своєї діяльності. Цього разу декларованими цілями «Генйоша» були «шанування імператорської родини, повага до Японської імперії та захист прав людей». Проте його справжня програма полягала в агітації за військову експансію Японської імперії, та завоювання азійського континенту. Справжня програма знайшла відображення в її новій назві «Генйоша», яка отримала назву на честь  протоки Генкайнада, що відділяє Японію від Кореї.
Тактика яку організація (спільнота) «Генйоша» готова була використовувати для досягнення своїх цілей, також була далеко не мирною. ЇЇ діяльність починалася як терористична організація, і хоча вона продовжувала вербувати до своїх лав, незадоволених колишніх самураїв, вона також залучала осіб причетних до організованої злочинності, щоб вони допомагали  їй в кампаніях насильства та вбивств спрямованих проти іноземців та ліберальних політиків.
У 1889 Генйоша різко розкритикував нерівноправний план перегляду договору, розроблений міністром закордонних справ Японської імперії Окумою Сігенобу. Член «Генйоша» кинув бомбу, яка тяжко поранила його.  На виборах 1892 року «Генйоша» розгорнув кампанію залякування та насильства за мовчазної підтримки японської адміністрації Мацуката Масайосі, щоб вплинути на результат виборів.
Однією з головних цілей «Генйоша» були численні китайські таємні суспільства, деякі з яких були дуже вороже налаштовані до Японської імперії. Проте китайські таємні товариства мали спільну з «Генйоша» мету, а саме повалити керівну в тогочасному Китаї династію Цін. У 1881 році Тояма Міцуру відправив до Китаю понад 100 осіб для збору інформації та проникнення в ці таємні суспільства. Одна з перших і найбільш детальних історій таємних товариств була написана членом «Генйоша» паном Хірайя Амане, який допоміг у створенні китайської штаб-квартири «Генйоша» в Ханчжоу.
«Генйоша» не тільки надавала кошти та зброю цим таємним товариствам, але й організував притулок в Японській імперії для їх лідерів, на яких був націлений державний репресивний апарат уряду династії Цін. «Генйоша» створили велику мережу публічних будинків по всьому Китаю (а пізніше і по всій Південно-Східній Азії), щоб забезпечити місця для необхідних зустрічей, а також для збирання інформації. Крім того, що публічні будинки були прибутковим, побічний бізнес цих публічних будинків давав можливість збирати корисну для організації інформацію, для подальшого шантажу або подальшої підривної діяльності покровителів. Проте, хоча до шантажу та підкупу часто вдавалися, частіше інформацію отримували за допомогою наймів повій, які були висококваліфіковані в отриманні інформації від своїх клієнтів. «Генйоша» навіть заснував школу підготовки таких агентів на території Японської імперії у Саппоро на Хоккайдо.
Іншою сферою діяльності «Генйоша» була Корея. «Генйоша» створив спеціальну групу для таємної підготовки детальних топографічних карт Кореї, оскільки очікували в майбутньому вторгнення Японської імперії на територію корейського півострова. «Генйоша» також активно підтримував селянський рух Донгак, знаючи, що повстання, ймовірно, втягне цінський Китаю і Японську імперію у війну. Вважається, що вбивство королеви Кореї Мін у 1895 році було здійснено членами «Генйоша» за ініціативою японського міністра в Сеулі пана Міури Горо.
Спочатку японськими військовими силами було проігноровано дані отриманні від «Генйоша», проте під час японсько-цінської війни та російсько-японської війни, як імператорська армія Японської імперії, так і імператорський флот Японської імперії визнали розгалужену мережу збору розвідувальних даних «Генйоша», по всій Східній Азії безцінними. Мережа «Генйоша» також була корисною для військових при проведенні диверсійної діяльності в тилу ворога.
Після анексії Корейської імперії в 1910 році «Генйоша» продовжувала підтримувати зусилля в напрямку паназійства. Усередині Японської імперії, вони сформували політичну партію під назвою «Велика виробнича партія Японії» для боротьби з впливом соціалістичної пропаганди на профспілки робітників.
До останніх років свого існування «Генйоша» була далека від своїх первинних джерел як таємної організації (спільноти), але перетворилася майже на основний напрямок японської імперської політики. Відомими її членами були ряд міністрів кабінету міністрів та членів японського парламенту, в часи існування Японської імперії, а з її лав вийшли основні політичні лідери, такі як Хірота Кокі та Сейго Накано. «Генйоша» продовжувала справляти значний вплив на політику та зовнішню політику Японської імперії до кінця Другої світової війни.
«Генйоша» була розпущена американською владою під час окупації Японії.

## Спадок
«Генйоша» була предтечею низки японських організацій які успадкували й розвивали її ідеологію. Це також заклало основу для зв'язків між правими японськими політиками та японськими організованими злочинними синдикатами якудза після Другої світової війни. 
Попри те що сучасні члени якудза поділяють багато політичної та соціальної філософії організації «Генйоша», і хоча багато членів «Генйоша» були пов'язані з якудзою, «Генйоша» була в першу чергу японською політичною організацією, яка часто використовувала злочинні засоби для досягнення своїх політичних цілей, і не була сама якудзою, як стверджують деякі автори.

## зовнішні посилання
- Вікісховище має мультимедійні дані за темою: Генйоша